# Завод суперфосфату в Норт-Фрімантлі
Завод суперфосфату в Норт-Фрімантлі – колишній виробничий майданчик у австралійському місті Перт. Також відомий як завод у Рокі-Бей (Rocky Bay).
Завод ввела в дію у 1910 році компанія Mount Lyell Mining and Railway Company (MLMRCL), яка до того вже мала суперфосфатні виробництва у Ярравіллі (штат Вікторія) та Біркенгеді (штат Південна Австралія). При цьому майданчик в Норт-Фрімантлі разом з заводом компанії Cuming Smith & Co. в Bassendean, що став до ладу того ж 1910-го, започаткували виробництво суперфосфату в Західній Австралії. Первісна потужність заводу в Норт-Фрімантлі становила 20 тисяч тонн суперфосфату на рік.
Технологічний процес виробництва суперфосфату передбачає обробку фосфоритів сульфатною кислотою, яку продукували на самому майданчику шляхом спалювання піритів (можливо відзначити, що MLMRCL видобувала пірити на руднику Маунт-Лаєлл). На момент запуску заводу він міг щотижнево виготовляти 250 тонн зазначеної кислоти. Щонайменше станом на сердину 1960-х пірити постачались залізницею з копалень золотовидобувної компанії Gold Mines of Kalgoorlie. 
В 1927 році розташовані у Західній Австралії заводи з виробництва добрив компаній MLMRCL та Cuming Smith & Co. передали до Cuming Smith Mount Lyell Farmers Fertiliser Limited (також відома як CSML), ще одним учасником якої став фермерський кооператив Westralian Farmers Superphosphates. У 1964-му колишню частку Mount Lyell викупила British Petroleum, після чого CSML отримала назву Cuming Smith British Petroleum and Farmers Limited (CSBP).
В другій половині 1960-х CSBP узялась за розвиток потужного комплексу з виробництва добрив в індустріальному районі Квінана, що лежить на південних околицях Перту (саме тут знаходився нафтопереробний завод British Petroleum). При цьому розташований в самому місті завод в Норт-Фрімантлі закрили у 1969 році.